# Operett

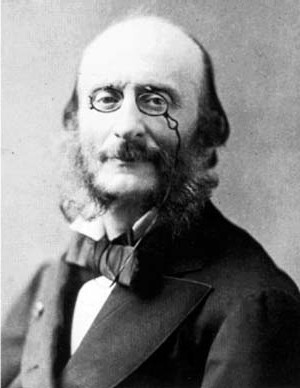
Jacques Offenbach a romantika korában élt francia zeneszerző, csellista, az operett egyik úttörője (1876)

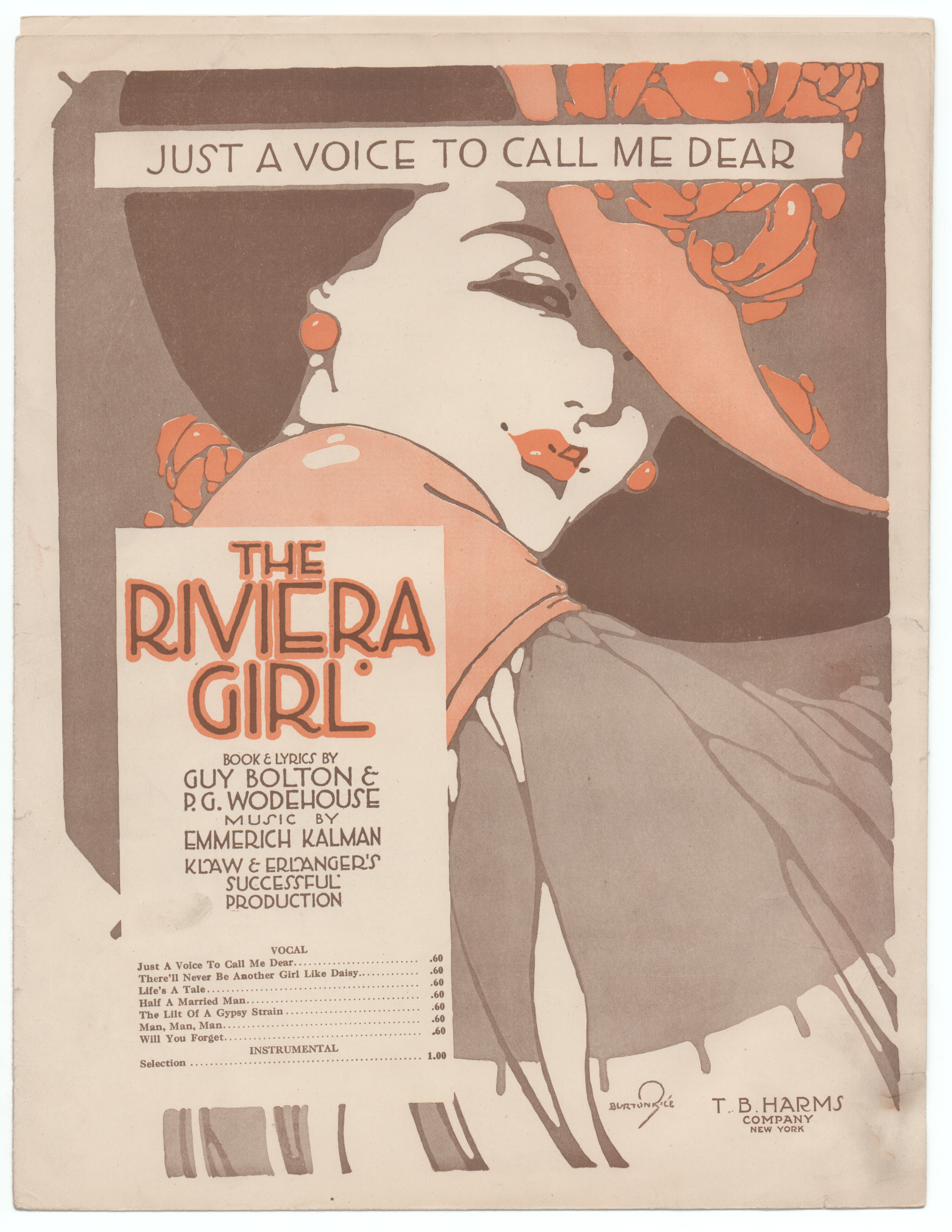
A 'Csárdáskirálynő operett Broadway változata a Riviéra girl plakátja (1917)

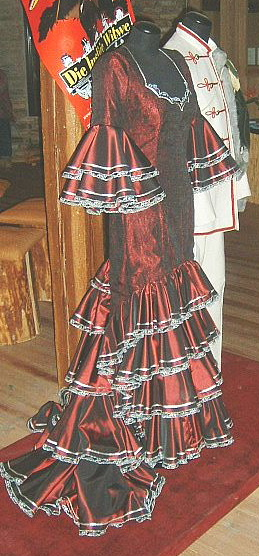
Egykori jelmez a Víg özvegyből

Az operett egy színpadi, zenei műfaj. Mozart nevezte el operettnek. Szó szerinti jelentése: „kis opera” vagy „operácska”.

## Jellemzői
Könnyed dallamvilággal átszőtt (szerelmi) történet, sok humorral fűszerezve.
Témája vígjátéki, vidám, komikus, gúnyos elemeket egyaránt tartalmazhat. A cselekmény fonala prózai monológokban és párbeszédekben bontakozik ki, ezekhez kapcsolódnak a zenei tételek (zenekari nyitány, közjátékok, egyszerűbb formálású áriák, dalok, kuplék, együttesek a duettektől a kórusig) és a táncjelenetek, amelyek általában kortárs táncokra épülnek.

## Története

### Dramaturgia
A 18. században és a 19. század kezdetén daljáték jellegű mű; a 19. században váltott irányt és lett a zene nagyvárosi, szórakoztató színpadi műfajává. Már Mozart is szorgalmazta, hogy a zene ne csak a paloták gazdáihoz, hanem mindenkihez jusson el. A forradalom után ezek az elképzelések megvalósíthatóvá váltak. Ekkor kap új nevet: „opéra comique" az egyik régi párizsi zenés színház. Az operettben a párbeszéd és a zárt formájú zene arányosan oszlik meg, szerephez jut a játékban a tánc, a finálék nagyvonalúak. A klasszikus operett szereplőgárdája általában a híres „négyesfogatra” épül. Ezek a primadonna, a bonviván, a szubrett és a táncoskomikus. A „primadonna” az első hölgy, akinek szerelme megingathatatlan, és a története a „bonvivánnal” a harmadik felvonásra, minden akadályt legyőzve happy enddel végződik.

### Kezdetek
1840-ben Donizetti Az ezred lánya című operájával lázba hozta Párizst, de az első operettnek Hervé Don Quijote és Sancho Panza című művét tekintik. Az első nagy operettkomponista Offenbach volt, aki előbb egyfelvonásos, később egész estét betöltő parodisztikus darabjaival aratott sikert. Az első egész estés darabja, sőt a mai fogalmaink szerinti első igazi operett az Orfeusz az alvilágban volt. Munkássága, hatása a zenés műfaj vizsgálatánál megkerülhetetlen.  Művei közül több (Szép Heléna, Hoffmann meséi) az operaházak kedvelt repertoár-darabjai. Franciaországban a 19. század 50-es éveiben tűntek fel a színpadokon az első hamisítatlan operettek, jelentős francia szerző volt Offenbach mellett  Hervé, Robert Planquette, Charles Lecocq.

### A bécsi operett
Az operett központja Bécs, a mérföldkő 1860. november 24. volt. Ekkor mutatták be Suppé Kollégium című darabját. A későbbiek, köztük a Boccaccio, világsikerek lettek. Tanítványa, Carl Millöcker (Koldusdiák, Dubarry) is sokáig állta a versenyt Johann Strauss-szal, a későbbi ikonnal. Strauss Offenbach inspirációi, tanácsai segítségével lett a műfaj meghatározó zeneszerzője, aki a bécsi keringőt az operett zenei világába helyezte. Legsikeresebb művei: Cigánybáró, Denevér, Egy éj Velencében. A bécsi korszak kiemelkedő zeneszerzője volt – a magyarok mellett – Oscar Strauss és Robert Stoltz. Oscar Strauss elismerte az angol irányzat kiemelkedő szerzőpárosát, Gilbertet és Sullivant is.

### A magyar vonal
Az első magyar operett − amelynek a műfaji megnevezése is ez − Huber Károly műve volt, a Víg cimborák, 1863-ból. Hasonló korú lehet a Dunanan apó Pesten című Offenbach kópia, ami az francia operett pesti bemutatója után keletkezhetett, mert botrányt okozott a darabban szereplő kánkán. Említeni kell még Erkel Eleket, Ferenc fiát, aki a Népszínház első karmestere volt, ahol ez a műfaj első pesti virágkorát érte. Az akkori darabok azért nem maradtak meg a színházi életben, mert a lejátszó rendszer miatt a bemutató szezon után nem játszották őket többet akkor sem, ha sikeres volt a darab. Fedák Sári alakításainak köszönhetően sikerült ezt a divatcentrikus rendszert fellazítani. A (bécsi) operett új, fényes korszakát elsősorban Lehár Ferenc és Kálmán Imre művei fémjelezték. Lehár Víg özvegy című műve Amerikában a Broadway-n is fogalom lett. Kálmán Imre első művének, a Tatárjárásnak és az Obsitosnak is a bemutatója Budapesten volt.
Az Osztrák–Magyar Monarchia felbomlásával a magyar operettet többek között Kacsóh Pongrác, Huszka Jenő, Jacobi Viktor, Brodszky Miklós, De Fries Károly, Szirmai Albert, Ábrahám Pál, Kemény Egon, Gyöngy Pál, Eisemann Mihály, Lajtai Lajos, Farkas Ferenc, Fényes Szabolcs alkotásai tették – nem egyszer külföldön is – elismertté.

### A magyar operett napja
2002. október 24-én Görgey Gábor, mint a Nemzeti Kulturális Örökség minisztere jelentette be Budapesten, hogy az akkor 120 éve – vélhetően – ezen a napon született Kálmán Imre és Lehár Ferenc elhalálozásának 54. évfordulója alkalmából attól kezdve ez a nap lesz a magyar operett napja. A megemlékezéseken részt vett a siófoki az operett napjai rendezvény díszvendége, Kálmán Imre lánya, Yvonne. Ezen a napon adják át minden évben egy  gála keretében a Budapesti Operettszínház is évados elismeréseit.
Az emléknap célja az operett nagyjainak, mint Honthy Hanna és Feleki Kamill, vagy Siménfalvy Ágota és Szabó P. Szilveszter munkásságára való megemlékezés.

## Érdekességek
- Kálmán Imre Csárdáskirálynő című operettjének eredeti librettója, dramaturgiája eltért a hagyományos operettsablontól. Időnként – főleg külföldön – az eredeti felfogásban mutatják be. Magyarországon 1993-ban a kaposvári Csiky Gergely Színház is műsorra tűzte, ahol egy nagyon sajátos rendezéssel és értelmezéssel és szinte teljesen új szövegkönyvvel mutatták be. Rendezte Mohácsi János. Szilviát Sáfár Mónika, Edvint Kulka János, Cecíliát pedig Molnár Piroska játszotta. 2007-ben ezt a változatot mutatták be Prágában. Az előadás rendezője Kerényi Miklós Gábor volt.
- 1926-ban tűzte műsorára a Király Színház a Chopin című operettet, mely Chopin zenéjének felhasználásával készült.
- 1985-ben mutatta be a Rock Színház a Bábjátékos című darabot (szerzők: Várkonyi Mátyás és Béres Attila), ennek műfaji megjelölése „poperett” volt.

## A Magyar életrajzi lexikonban
- Jacobi Viktor
- Szirmai Albert
- Lajtai Lajos
- Fényes Szabolcs